# Proganochelyidae
De Proganochelyidae zijn een familie van uitgestorven schildpadden uit het Laat-Trias.

## Beschrijving
Deze familie omvat de meest primitieve zeeschildpadden, zoals die uit de geslachten Proganochelys en Triassochelys. Vele karakteristieke eigenschappen hadden zich al ontwikkeld.

## Vondsten
Goed geconserveerde fossielen zijn gevonden in Duitsland, maar ook in Zuidoost-Azië, Noord-Amerika en zuidelijk Afrika.